# Leaving EP
Leaving – szósty minialbum amerykańskiego producenta muzycznego Skrillexa. Został wydany 2 stycznia 2013 roku ekskluzywnie dla członków The Nest. Trzy utwory z albumu pojawiły się również na oficjalnym kanale artysty na YouTube. Utwór "Scary Bolly Dub" był wcześniej grany na żywo na koncertach i był dostępny w internecie już rok przed oficjalnym wydaniem. Tytułowy utwór "Leaving" Skrillex stworzył w pokoju hotelowym w Meksyku. Piosenka "The Reason" została ukończona godzinę przed wydaniem albumu w pokoju hotelowym w Miami.

## Lista utworów
1. "The Reason"
2. "Scary Bolly Dub"
3. "Leaving"

Wszystkie trzy utwory w całości stworzone są przez Skrillexa.